# System Palladiusza
System Palladiusza (ros. транскрипционная система Палладия) lub rosyjska transkrypcja sinologiczna – transkrypcja języka chińskiego za pomocą cyrylicy, używana w Rosji. W drugiej połowie XIX wieku podwaliny pod nią położył archimandryta Palladiusz (Piotr Kafarow, 1817–1878), członek rosyjskiej misji w Pekinie i rosyjski sinolog, a także autor nieukończonego słownika chińsko-rosyjskiego, który ostatecznie ukazał się w 1889 roku. Rosyjska transkrypcja nosi jego imię. Oparta jest na niej także rosyjska transkrypcja języków koreańskiego i japońskiego.
Opis transkrypcji Palladiusza, wraz z porównaniem z innymi narodowymi transkrypcjami języka chińskiego (angielskimi, francuskimi, niemieckimi, polskimi), można znaleźć w artykule Witolda Jabłońskiego o transkrypcjach języka chińskiego w Roczniku Orientalistycznym z 1934 roku. Jest tam porównanie z ujednoliconą transkrypcją polską (wówczas przedstawioną jako projekt, ale następnie przyjętej przez Polską Akademię Umiejętności i obowiązującą w polskiej sinologii do końca lat 90., tu dalej w skrócie: PAU).
Zmodyfikowaną, zaadaptowaną (powierzchownie) transkrypcję Palladiusza stosuje się także w piśmiennictwie ukraińskojęzycznym – po mechanicznej zamianie rosyjskiego и na і, ы na и, е na є, э na е oraz ё na ьо.

## Przekład zpinyinuna system rosyjski Palladiusza
| A                | A               | A                    | A              |
| ---------------- | --------------- | -------------------- | -------------- |
| a — а            | ai — ай         | an — ань             | ang — ан       |
| ao — ао          |                 |                      |                |
| B                |                 |                      |                |
| ba — ба          | bai — бай       | ban — бань           | bang — бан     |
| bao — бао        | bei — бэй       | ben — бэнь           | beng — бэн     |
| bi — би          | bian — бянь     | biao — бяо           | bie — бе       |
| bin — бинь       | bing — бин      | bo — бо              | bu — бу        |
| C                |                 |                      |                |
| ca — ца          | cai — цай       | can — цань           | cang — цан     |
| cao — цао        | ce — цэ         | cen — цэнь           | ceng — цэн     |
| ci — цы          | cong — цун      | cou — цоу            | cu — цу        |
| cuan — цуань     | cui — цуй       | cun — цунь           | cuo — цо       |
| CH               |                 |                      |                |
| cha — ча         | chai — чай      | chan — чань          | chang — чан    |
| chao — чао       | che — чэ        | chen — чэнь          | cheng — чэн    |
| chi — чи         | chong — чун     | chou — чоу           | chu — чу       |
| chuai — чуай     | chuan — чуань   | chuang — чуан        | chui — чуй     |
| chun — чунь      | chuo — чуо      |                      |                |
| D                |                 |                      |                |
| da — да          | dai — дай       | dan — дань           | dang — дан     |
| dao — дао        | de — дэ, ды     | dei — дэй            | deng — дэн     |
| di — ди          | dia — дя        | dian — дянь          | diao — дяо     |
| die — де         | ding — дин      | diu — дю             | dong — дун     |
| dou — доу        | du — ду         | duan — дуань         | dui — дуй      |
| dun — дунь       | duo — дуо       |                      |                |
| E                |                 |                      |                |
| e — э            | ei — эй         | en — энь             | eng — эн       |
| er — эр          |                 |                      |                |
| F                |                 |                      |                |
| fa — фа          | fan — фань      | fang — фан           | fei — фэй      |
| fen — фэнь, фынь | feng — фэн, фын | fo — фо              | fou — фоу      |
| fu — фу          |                 |                      |                |
| G                |                 |                      |                |
| ga — га          | gai — гай       | gan — гань           | gang — ган     |
| gao — гао        | ge — гэ         | gei — гэй            | gen — гэнь     |
| geng — гэн       | gong — гун      | gou — гоу            | gu — гу        |
| gua — гуа        | guai — гуай     | guan — гуань         | guang — гуан   |
| gui — гуй        | gun — гунь      | guo — го             |                |
| H                |                 |                      |                |
| ha — ха          | hai — хай       | han — хань           | hang — хан     |
| hao — хао        | he — хэ         | hei — хэй            | hen — хэнь     |
| heng — хэн       | [hm — хм]       | [hng — хнг]          | hong — хун     |
| hou — хоу        | hu — ху         | hua — хуа            | huai — хуай    |
| huan — хуань     | huang — хуан    | hui — хой, хуэй, хуй | hun — хунь     |
| huo — хо         |                 |                      |                |
| J                |                 |                      |                |
| ji — цзи         | jia — цзя       | jian — цзянь         | jiang — цзян   |
| jiao — цзяо      | jie — цзе       | jin — цзинь          | jing — цзин    |
| jiong — цзюн     | jiu — цзю       | ju — цзюй            | juan — цзюань  |
| jue — цзюе       | jun — цзюнь     |                      |                |
| K                |                 |                      |                |
| ka — ка          | kai — кай       | kan — кань           | kang — кан     |
| kao — као        | ke — кэ         | ken — кэнь           | keng — кэн     |
| kong — кун       | kou — коу       | ku — ку              | kua — куа      |
| kuai — куай      | kuan — куань    | kuang — куан         | kui — куй      |
| kun — кунь       | kuo — ко        |                      |                |
| L                |                 |                      |                |
| la — ла          | lai — лай       | lan — лань           | lang — лан     |
| lao — лао        | le — лэ, лы     | lei — лэй            | leng — лен     |
| li — ли          | lia — ля        | lian — лянь          | liang — лян    |
| liao — ляо       | lie — ле        | lin — линь           | ling — лин     |
| liu — лю         | long — лун      | lou — лоу            | lu — лу        |
| lü — люй         | luan — луань    | lüe — люэ            | lun — лунь     |
| luo — ло         |                 |                      |                |
| M                |                 |                      |                |
| m — м            | ma — ма         | mai — май            | man — мань     |
| mang — ман       | mao — мао       | me — мэ              | mei — мэй      |
| men — мэнь, мынь | meng — мэн, мын | mi — ми              | mian — мянь    |
| miao — мяо       | mie — ме        | min — минь           | ming — мин     |
| miu — мю         | [mm — мм]       | mo — мо              | mou — моу      |
| mu — му          |                 |                      |                |
| N                |                 |                      |                |
| n — н            | na — на         | nai — най            | nan — нань     |
| nang — нан       | nao — нао       | ne — нэ, ны          | nei — нэй      |
| nen — нэнь       | neng — нэн      | [ng — нг]            | ni — ни        |
| nin — нинь       | ning — нин      | niu — ню             | nong — нун     |
| nu — ну          | nü — нюй        | nuan — нуань         | nüe — нюэ      |
| nuo — но         |                 |                      |                |
| O                |                 |                      |                |
| o — о            | ou — оу         |                      |                |
| P                |                 |                      |                |
| pa — па          | pai — пай       | pan — пань           | pang — пан     |
| pao — пао        | pei — пэй       | pen — пэнь           | peng — пэн     |
| pi — пи          | pian — пянь     | piao — пяо           | pie — пе       |
| pin — пинь       | ping — пин      | po — по              | pou — поу      |
| pu — пу          |                 |                      |                |
| Q                |                 |                      |                |
| qi — ци          | qia — ця        | qian — цянь          | qiang — цян    |
| qiao — цяо       | qie — це        | qin — цинь           | qing — цин     |
| qiong — цюн      | qiu — цю        | qu — цюй             | quan — цюань   |
| que — цюэ        | qun — цюнь      |                      |                |
| R                |                 |                      |                |
| ran — жань       | rang — жан      | rao — жао            | re — жэ        |
| ren — жэнь       | reng — жэн      | ri — жи              | rong — жун     |
| rou — жоу        | ru — жу         | ruan — жуань         | rui — жуй      |
| run — жунь       | ruo — жо        |                      |                |
| S                |                 |                      |                |
| sa — са          | sai — сай       | san — сань           | sang — сан     |
| sao — сао        | se — сэ         | sen — сэнь           | seng — сэн     |
| si — сы          | song — сун      | sou — соу            | su — су        |
| suan — суань     | sui — суй       | sun — сунь           | suo — суо      |
| SH               |                 |                      |                |
| sha — ша         | shai — шай      | shan — шань          | shang — шан    |
| shao — шао       | she — шэ        | shei — шэй           | shen — шэнь    |
| sheng — шэн      | shi — ши        | shou — шоу           | shu — шу       |
| shua — шуа       | shuai — шуай    | shuan — шуань        | shuang — шуан  |
| shui — шуй       | shun — шунь     | shuo — шуо           |                |
| T                |                 |                      |                |
| ta — та          | tai — тай       | tan — тань           | tang — тан     |
| tao — тао        | te — тэ         | ten — тэнь           | teng — тэн     |
| ti — ти          | tia — тя        | tian — тянь          | tiang — тян    |
| tiao — тяо       | tie — те        | ting — тин           | tiu — тю       |
| tong — тун       | tou — тоу       | tu — ту              | tuan — туань   |
| tui — туй        | tun — тунь      | tuo — туо            |                |
| W                |                 |                      |                |
| wa — ва          | wai — вай       | wan — вань           | wang — ван     |
| wei — вэй        | wen — вэнь      | weng — вэн           | wo — во        |
| wu — у           |                 |                      |                |
| X                |                 |                      |                |
| xi — си          | xia — ся        | xian — сянь          | xiang — сян    |
| xiao — сяо       | xie — се        | xin — синь           | xing — син     |
| xiong — сюн      | xiu — сю        | xu — сюй             | xuan — сюань   |
| xue — сюэ        | xun — сюнь      |                      |                |
| Y                |                 |                      |                |
| ya — я           | yan — янь       | yang — ян            | yao — яо       |
| ye — е           | yi — и          | yin — инь            | ying — ин      |
| [yo – ё]         | yong — юн       | you — ю              | yu — юй        |
| yuan — юань      | yue — юэ        | yun — юнь            |                |
| Z                |                 |                      |                |
| za — цза         | zai — цзай      | zan — цзань          | zang — цзан    |
| zao — цзао       | ze — цзэ        | zei — цзэй           | zen — цзэнь    |
| zeng — цзэн      | zi — цзы        | zong — цзун          | zou — цзоу     |
| zu — цзу         | zuan — цзуань   | zui — цзуй           | zun — цзунь    |
| zuo — цзо        |                 |                      |                |
| ZH               |                 |                      |                |
| zha — чжа        | zhai — чжай     | zhan — чжань         | zhang — чжан   |
| zhao — чжао      | zhe — чжэ       | zhei — чжэй          | zhen — чжэнь   |
| zheng — чжэн     | zhi — чжи       | zhong — чжун         | zhou — чжоу    |
| zhu — чжу        | zhua — чжуа     | zhuai — чжуай        | zhuan — чжуань |
| zhuang — чжуан   | zhui — чжуй     | zhun — чжунь         | zhuo — чжо     |

## Palladyzmy, czyli niepoprawne sinicyzmy w tekstach polskich
Z języka rosyjskiego, poprzez transkrypcję o. Palladiusza, trafiła do języka polskiego seria błędnych sinicyzmów (niezgodnych z rzeczywistą fonetyką języka chińskiego), m.in. żeńszeń (zamiast poprawniejszego: żenszen, pinyin: renshen), Tiańszań (wyparte dziś przez poprawne Tienszan, pinyin: Tian Shan), hunwejbini (zamiast poprawniejszego: hungwejpingowie, pinyin hongweibing), chunchuz, czy nawet koreańskie Phenian (zamiast poprawnego: Pjongjang, czytane: "pchiong-jang" – NB. czytanie: "fenian" jest podwójnym błędem – interpretowania że ph należy czytać jak francuskie "ph", tymczasem język koreański w ogóle nie posiada dźwięku f).
Na przełomie XIX i XX wieku korzystanie z niej było popularne wśród polskich autorów piszących o Chinach, którzy wiedzę często czerpali z drugiej ręki z rosyjskich źródeł. Na przykład częściowo na niej oparty jest zapis terminologii chińskiej (nazw własnych) w powieści przygodowej o Chinach Wacława Sieroszewskiego pt. "Zamorski diabeł (Jan-Gui-Tzy)". Także imiona chińskie w pracach o kulturze i filozofii Wschodu Stanisława Jedynaka – oparte w całości na literaturze rosyjskojęzycznej – są naszpikowane "palladyzmami", czyli takimi błędnymi spolszczeniami za pośrednictwem rosyjskiego. Palladyzmy mają się dobrze także w literaturze przełomu XX i XXI wieku, por. np. Konrad T. Lewandowski, Zderzenie z legendą, "Fantastyka – wydanie specjalne", nr 3 (20) 2008, s. 35-45.
Każdy system transkrypcji jakiegoś języka źródłowego (A) na jakiś język docelowy (B) jest systemem zamkniętym i specyficznym i nie da się go łatwo "przełożyć" na język trzeci (C) z użyciem normalnego systemu transkrypcji języka B na język C. Konwencje systemu transkrypcji często – aby oddać dźwięki niewystępujące w języku docelowym – są niezgodne z normalną ortografią języka docelowego lub przynajmniej wykorzystują zestawienia liter normalnie w języku B niewystępujące. Interpretowanie transkrypcji Palladiusza jak normalnej ortografii rosyjskiej i stosowanie do niej zwykłych zasad transkrypcji czy transliteracji języka rosyjskiego na język polski – jest wielkim nieporozumieniem; przy czym należy zwrócić uwagę, że jeszcze większe przekłamania mogą wystąpić w przypadku kalkowania zachodnich transliteracji z uwagi na większe różnice w brzmieniu pomiędzy językami francuskim czy angielskim i polskim.
System Palladiusza posiada wiele specyficznych konwencji, niezgodnych z normalną ortografią rosyjską (np. чж, цз, юй). Dodatkowo jedna z nich została zlikwidowana wskutek reformy ortografii rosyjskiej z 1918, poprzez likwidację pisania tzw. twardego znaku -ъ kończącego słowa, wprowadzając w ten sposób ułomność (asymetrię) do oryginalnej koncepcji Palladiusza. Chodzi o różnicowanie chińskiego -ng i -n przy pomocy odpowiednio rosyjskiego -нъ i -нь (język rosyjski nie zna dźwięku [ng]) – co dziś jest oddawane przez -н i -нь.
Poprawne polskie sinicyzmy (zapożyczenia z języka chińskiego w języku polskim) powinny być jakimś kompromisem między fonetyką chińską a fonetyką polską, bez interwencji języka pośredniczącego. "Palladyzmy" (podobnie jak "wade-giles-izmy") tego kryterium nie spełniają.

### Typowepalladyzmy
Typowe skutki błędnej interpretacji transkrypcji Palladiusza to: 
- używanie spółgłosek dźwięcznych na chińskie nieprzydechowe a bezdźwięcznych na chińskie przydechowe (np. stosowanie b i p zamiast odpowiednio p i p’, stosowanych w transkrypcjach polskiej, angielskiej czy francuskiej) – można to dzisiaj – w kontekście coraz powszechniejszego stosowania transkrypcji pinyin uznać za poprawne;
- używanie nieznanego językowi chińskiemu dźwięku [ń] w wygłosie (zamiast poprawnego n; u Palladiusza -нь) i w zamian stosowanie n zamiast ng w wygłosie (u Palladiusza oryginalne -нъ, współczesne -н)
- pisanie ch zamiast h w nagłosie;
- interpretowanie л jak polskiego ł (teatralnego lub kresowego), zaś л przed я, ю, е czy ё – jak l (rozróżnienie nieznane językowi chińskiemu), czyli pisanie łao w miejsce Palladiusza лао zamiast poprawnego lao, oraz pisanie lao w miejsce Palladiusza ляо, zamiast poprawnego liao;
- pisanie -y w miejsce -i po spalatalizowanej spółgłosce c’ (pinyin: q, PAU: ts’ lub k’ [zależnie od etymologii]) – wskutek interpretowania litery и po ц jako odpowiadającej polskiej głosce y, zgodnie z normalną wymową (i ortografią) rosyjską, nie zauważając, że u Palladiusza – wbrew ortografii rosyjskiej – występuje też kombinacja цы;
- pisanie je/ie w miejsce jo/io (wskutek zapisywania oryginalnego ё Palladiusza jak е, czyli opuszczając dwie kropki, zgodnie z normalną, codzienną praktyką języka rosyjskiego – przykładem palladyzm: Phenian);
- pisanie sylab ly (lub ły), dy i ny zamiast poprawnych le, de i ne w sytuacjach sylab nieakcentowanych, beztonowych (u Palladiusza odpowiednio: лы, ды i ны);
- używanie zbitki czż (ros. чж), zamiast poprawniejszego cz lub dż (PAU: cz, pinyin: zh);
- używanie zbitki cz (c+z; ros. цз; skutkującej interpretowaniem tego przez czytelnika jako polskie cz [č] !), zamiast poprawniejszego c lub dz (PAU: ts, pinyin: z), względnie zamiast poprawniejszego ć lub dź (PAU: ts lub k przed -i lub -ü, pinyin: j);
- stosowanie -j- w środku wyrazu, zamiast zmiękczającego -i- przed samogłoską, jako interpretacja rosyjskich samogłosek prejotowanych, np. Palladiusza сяо pisane po polsku sjao zamiast siau (PAU: siao lub hiao [zależnie od etymologii]; pinyin: xiao);
- pisownia hoj lub choj zamiast poprawniejszego huj (PAU: huei; pinyin: hui) [w tym wypadku zarówno хой Palladiusza jak i huei PAU służą unikania skojarzeń z wulgaryzmem];
- pisanie juj zamiast jü, -ju zamiast -ü (u Palladiusza: -юй, pinyin -ü lub -u zależnie od kontekstu);
- niepisanie nagłosowej spółgłoski w (ang. w = pol. ł potoczne) przed u (u Palladiusza у, pinyin i PAU: "wu").